# Flughafen Mocopulli

i8
i11
i13
Der Flughafen Mocopulli (spanisch: Aeródromo Mocopulli; IATA-Code: MHC, ICAO-Code: SCPQ) ist ein chilenischer Flughafen 20 Kilometer nördlich von Castro in der Gemeinde Dalcahue in der Región de los Lagos. Er ist der einzige Verkehrsflughafen der Insel Chiloé und, neben mehreren Fährverbindungen, die einzige Möglichkeit die Insel zu erreichen. Seit der Eröffnung 2012 fliegen regelmäßig Maschinen nach Santiago de Chile.

## Fluggesellschaften und Flugziele
| Fluggesellschaft | Ziel              |
| ---------------- | ----------------- |
| Sky Airline      | Santiago de Chile |
| JetSmart         | Santiago de Chile |
| Quellen:         |                   |